# Sauber C34
A Sauber C34 egy Formula–1-es versenyautó, amit a Sauber csapat tervezett a 2015-ös idényre. AZ idénynek új pilótapárossal vágtak neki: Adrian Sutil és Esteban Gutiérrez távozott a csapattól, a helyükre a Caterhamtől Marcus Ericsson és az előző évben a Williams harmadik versenyzői pozícióját betöltő Felipe Nasr érkezett, tartalékpilótájuk pedig Raffaele Marciello volt, aki négy versenyhétvégén ült a pénteki első szabadedzésen autóba. 2015. január 30-án az interneten mutatták be az autót a közönségnek.

## Tervezés
A C34 tervezése során három fő területre helyezték a hangsúlyt: a lassú kanyarokban nyújtott teljesítmény és a fékezési stabilitás javítására, valamint a súlycsökkentésre. A legszembetűnőbb különbség az előző modellhez képest az orr-részen fedezhető fel, ami nagyobb és alacsonyabban helyezkedik el, mint a korábbi C33-mon. Ez az egész autó aerodinamikájára kihatással van: az orr és az első szárny kulcsszerepet játszik annak meghatározásában, hogy a levegő hogyan áramlik az első kerekek körül, és milyen hatékonyan működik aerodinamikai szempontból az autó középső és hátsó része.
Az első felfüggesztésben kevés változás figyelhető meg, itt maradt a tolórudas megoldás. Viszont annál nagyobb hangsúlyt kapott, hogy a kormány jóval kifinomultabb visszajelzést adjon a pilótáknak arról, ami az autóval történik a kanyarokban.
A C34 oldalszekrényei kisebbek lettek a C33-ashoz képest, emellett a hűtők kialakítása is teljesen újra lett tervezve, ezek a C34-ben már vízszintesen foglalnak helyet. A mérnökök arra is nagy hangsúlyt fektettek, hogy a hűtőrendszer precízen hozzáigazítható legyen a külső levegő hőmérséklethez és a pálya karakterisztikájához. Továbbá az egész hátsó szekció kisebb lett, ami szintén az aerodinamikai hatékonyságot hivatott növelni.
A motort, az energia-visszanyerő rendszert és a váltót ebben az évben is a Ferrari biztosította a Saubernek. Az új szabályok lehetővé tették, hogy bizonyos komponenseket teljesen újratervezzenek, ami nemcsak a motor teljesítményének javítása, de az energia-visszanyerő és energiatároló rendszerek működésének optimalizálása miatt is fontos volt. Koncepcióját tekintve a motor nagyon nagyrészt változatlan maradt az előző évben használthoz képest, de a felépítése nagyban változott, ami miatt a karosszérián is sokat kellett módosítani. A kipufogócső ismét középre lett elhelyezve, két oszlop közé, de ezt most már nem a hátsó törésgátló elem, hanem a váltóház tartja.
Hátul is maradt a tolórudas megoldás, egy újfajta konstrukcióval: egy különálló alsó lengőkarral. A mérnökök emellett a mechanikus tapadás növelésére is külön hangsúlyt fektettek. Ennek érdekében a váltóáttételeket is optimalizálták. A C34-en összesen 40 elektromos dobozt kellett elhelyezni, amik közül több mint 30 hűtőfunkciót lát el.

## Festés és szponzorok
A csapat az új brazil szponzor a Banco do Brasil színösszeállítását kapta meg, azaz a Sauber autói jellegzetes kék-sárga színben pompáztak, a korábbi évek szürkés-feketés színvilágával szemben. Változott a szponzorok köre is: távozott a csapattól az América Móvil és a tequilagyártó Jose Cuervo. Maradt a csapatnál a NEC és a Chelsea, az Oerlikon és a Silanna, valamint csatlakozott a csapathoz a Hewlett-Packard.

## Az idény
Az előző évi tragikus szerepléshez képest a Sauber sokkal jobb eredményeket tudott felmutatni. Nem volt erős autó, a középmezőny hátsó részében tanyázott mindvégig, de például már a nyitóversenyen kettős pontszerzést könyvelhettek el, Nasr rögtön egy ötödik hellyel nyitott. A kezdeti jó eredmények aztán fokozatosan kezdtek elmaradozni, főként a pénzhiány miatt. Szingapúrban újításokat vetettek be: az orr rövidebb, a Williams, a Red Bull és a McLaren az évi autóihoz hasonlatos lett, de például új első és hátsó szárnyak érkeztek, és a kasztni is keskenyebb lett. Nasr egy tizedik helyet kis szerencsével el is csípett, majd még az orosz és az amerikai nagydíjakon tudott pontokat gyűjteni.
A szezont egy kisebb botránnyal kezdték, ugyanis Giedo van der Garde jogi eljárást kezdeményezett ellenük. Azt állította, hogy a Sauber szerződést írt alá vele 2014 júliusában, tehát neki ülést kellene biztosítaniuk, aminek nem tettek eleget. Van der Garde a szezonnyitó hétvégén az ausztrál bírósághoz fordult, ami neki adott igazat, és kötelezték a csapatot, hogy az ausztrál nagydíjon ültessék autóba. Végül erre nem került sor, mert még a verseny előtt megállapodtak, és egy nagyobb összeg kifizetését követően felbontották a szerződést. Valószínűleg ennek is köze lehetett a későbbi pénzügyi problémáknak.

## Eredmények
(Táblázat értelmezése)

(Félkövér: pole-pozícióból indult; dőlt: leggyorsabb kört futott) 

| Év   | Csapat | Motor               | Gumi | Versenyzők      | 1   | 2   | 3   | 4   | 5   | 6   | 7   | 8   | 9   | 10  | 11  | 12  | 13  | 14  | 15  | 16  | 17  | 18  | 19  | Pont | Helyezés |
| ---- | ------ | ------------------- | ---- | --------------- | --- | --- | --- | --- | --- | --- | --- | --- | --- | --- | --- | --- | --- | --- | --- | --- | --- | --- | --- | ---- | -------- |
| 2015 | Sauber | Ferrari 059/3 1.6 L | P    |                 | AUS | MAL | CHN | BHR | ESP | MON | CAN | AUT | GBR | HUN | BEL | ITA | SIN | JPN | RUS | USA | MEX | BRA | ABU | 36   | 8.       |
| 2015 | Sauber | Ferrari 059/3 1.6 L | P    | Marcus Ericsson | 8   | Ki  | 10  | 14  | 14  | 13  | 14  | 13  | 11  | 10  | 10  | 9   | 11  | 14  | Ki  | Ki  | 12  | 16  | 14  | 36   | 8.       |
| 2015 | Sauber | Ferrari 059/3 1.6 L | P    | Felipe Nasr     | 5   | 12  | 8   | 12  | 12  | 9   | 16  | 11  | DNS | 11  | 11  | 13  | 10  | 20† | 6   | 9   | Ki  | 13  | 15  | 36   | 8.       |

Megjegyzés:
* A szezon jelenleg is zajlik.
- † – Nem fejezte be a futamot, de rangsorolva lett, mert teljesítette a versenytáv 90%-át.